# نحل بناء
النحل البنّاء (الاسم العلمي: Osmia) هو جنس من أسرة النحل القارض. يضع بيضه في عشوش أنبوبية الشكل، قد تصل عدد الغرف  الى 11 غرفة.  يقوم بتلقيح العديد من أشجار الفاكهة كاللوز والخوخ والتفاح، لهذا يسمى أحيانا بنحل أشجار الفاكهة، وهو نحل صغير الحجم، غير عدواني، ونادر ما تلسع. ويستطيع حوالي 250 – 400 فرد من النحل البناء تلقيح أشجار فاكهة تحتاج ما بين 60.000 – 120.000 من نحل العسل لتغطية نفس المساحة. من أهم أنواعها النحلة ذات الوجه القرني. يشمل جنس النحل البناء 40 نوعا في أوروبا، 36 منها توجد في فرنسا.
وهي حشرة غير اجتماعية على عكس النحل، أي أن كل أنثى خصبة تبني وتعمل وترعى بيضها وحدها.

## البناء

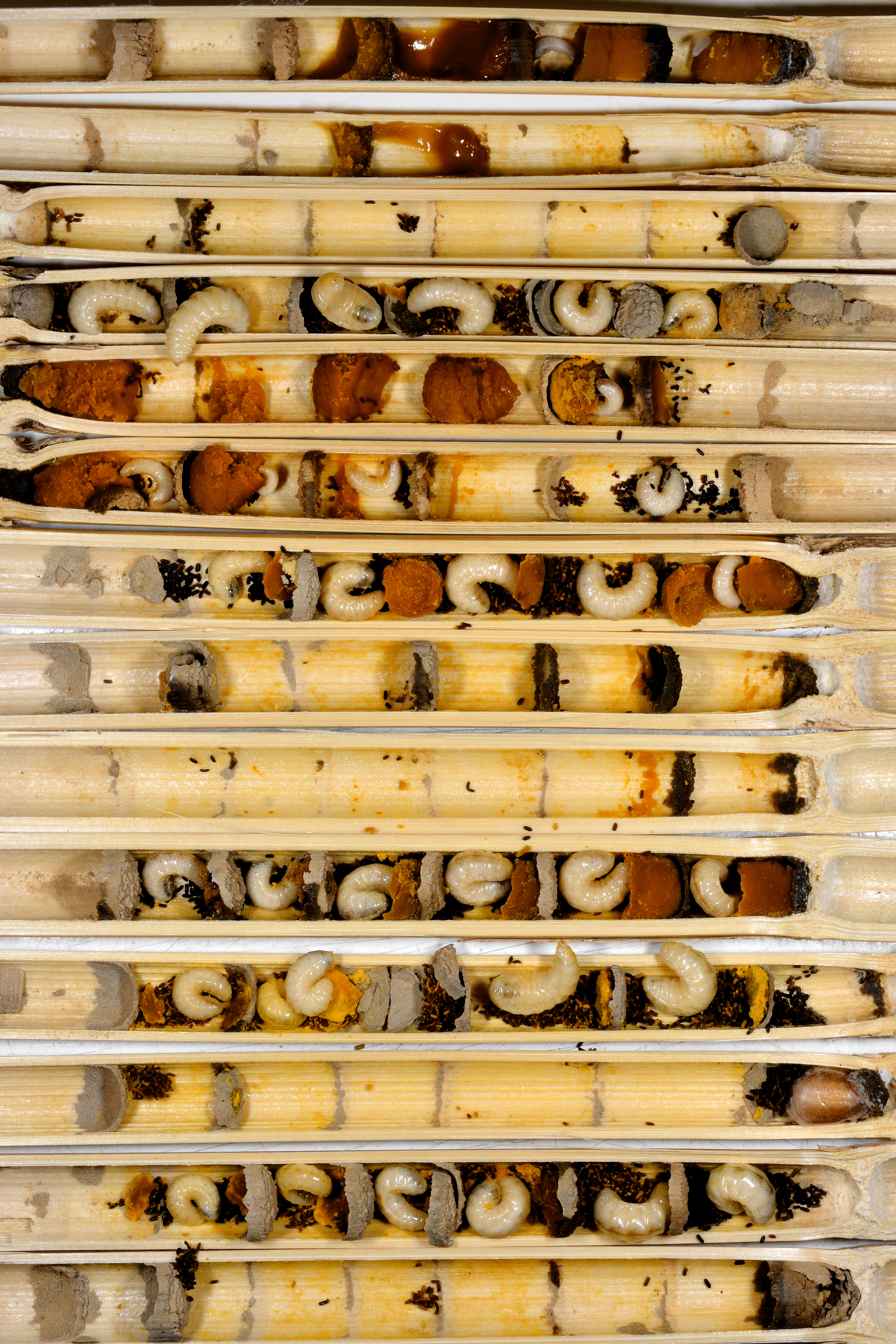
قطع طولي في الانابيب التي تحتوي على يرقات النحلة البناءة في أطوار مختلفة. بلاحظ وجود وجود اللقاح في كل غرفة بجانب اليرقة، و أيضا انفصال كل غرفة عن الأخرى بمادة طينية.

يُعَدُّ النحل البناء من أكثر أنواع النحل اهتماماً ببناء الخلايا، وتقوم الأنثى بالبحث عن المكان المناسب لبناء الخلية، وعندما تجده تشرع في تنظيفه مباشرة. ولبناء الخلية يحتاج هذا النوع من النحل إلى كمية من الطين، وعندما لا تجده تلجأ إلى تراب ناعم وتخلطه بإفراز خاص لتحوله إلى طين ملائم لبناء الخلية. تلتلقط كمية من الطين بواسطة فكها كوسيلة للحفر في كتلة الطين، ومن ثمّ تحركه بأقدامها وتحوله على هيئة كرة كقالب للبناء، وتمسكها بواسطة الفك السفلي لتعود بها إلى المكان المعد لبناء الخلية. وتقوم ببناء الخلية على شكل نفق، وتبدأ ببناء الجزء الخلفي لأول غرفة في الخلية ذات الطرف المسدود، والخطوة الأخرى في البناء تتمثل في جلب الغذاء بتخزن حبوب اللقاح. وبعد كلّ عملية تخزين تقوم الأنثى بإفراز العسل على هيئة معجون على كل طبقة من حبوب اللقاح التي جمعتها في رحلة سابقة، وتبدأ بوضع البيض، وبعد الانتهاء من وضع البيض تعود إلى إكمال بناء الخلية جزءاً بعد جزء، ويفصل كل جزء عن الآخر بجدار طيني. وبعد أن تنتهي الأنثى من بناء آخر جزء في الخلية وغلقه تترك فراغاً محدداً وتسدّه بمسد محدد أيضاً يمنع الغرباء من بناء الأعشاش أمام الخلية وييسمح لليرقات الخروج إلى العالم الخارجي. ورغم تلك الطبقة السميكة من التربة الطينية التي تغطي مدخل العش، تعتبر أعشاش النحل البناء مضيفة لكثير من ذوات الجناحين وغشائيات الأجنحة الطفيلية.
في بعض البلاد يقوم أصحاب الحدائق او البساتين بوضع بيوت تسمح للنحل ببناء عششهم فيها. و ذلك حتى يضمن وجود حشرات تقوم بتلقيح الزهور.

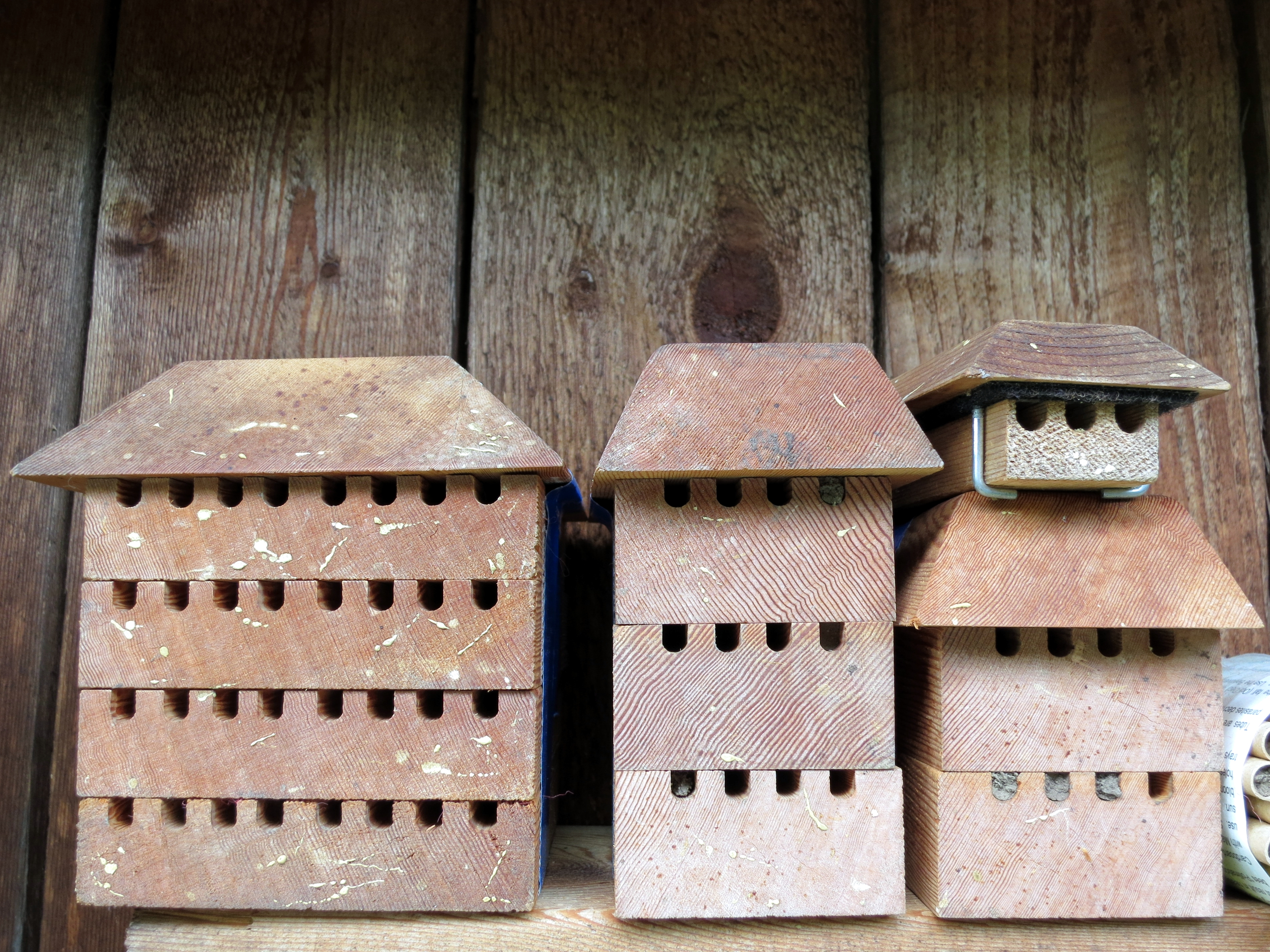
شكل المنزل (او الفندق) الذي يحتوى على أنابيب تسمح للنحل البناء بوضع بيوضه و بناء غرف لليرقات.